# Carlos Contreras (1972)
Carlos Contreras (17 agosto 1972) è un ex calciatore venezuelano, di ruolo attaccante.